# Sara Penzo
Sara Penzo (* 16. Dezember 1989 in Chioggia) ist eine italienische Fußballtorfrau.

## Karriere

### Vereine
Penzo begann ihre Fußballkarriere mit sieben Jahren auf den Straßen ihrer Heimatstadt Chioggia. Dort wurde sie vom Trainer des ortsansässigen Fußballvereines Chioggia Sottomarina entdeckt und schloss sich dort der Jugend an. In den folgenden Jahren wurde die Torhüterin zur Leistungsträgerin und bekam mit vierzehn Jahren ein Angebot des venezianischen Vereins Gordige Calcio Ragazze. Im Jahre 2006 wurde sie aus der Jugend ihres Vereines in das Serie B-Team berufen. Es folgte ein Jahr später eine Leihperiode beim Serie-A-Klub Sassari Torres CF, wo sie den italienischen Pokal gewinnen konnte. Nach ihrer Rückkehr zu Gordige, entschloss sie sich zum Wechsel nach Venedig und unterschrieb für den CF Venezia 1984. Nach drei Jahren für Venedig, entschied sich Penzo am 22. August 2011 für einen Wechsel zum Schweizer Erstligisten FC Basel. Nachdem sie in Basel nur zu sechs Einsätzen in der Nationalliga gekommen war, wechselte sie am 15. Juni 2012 zurück nach Italien zum Serie-A-Verein ACF Brescia.

### Nationalmannschaft
Im Juli 2008 trug sie einen gewichtigen Anteil zum Gewinn der U-19-Europameisterschaft der Italienerinnen bei. Penzo nahm für ihr Heimatland an der Fußball-Europameisterschaft der Frauen 2009 in Finnland teil. Ihr Debüt für die A-Nationalmannschaft gab sie am 19. September 2012 in Athen im Qualifikationsspiel zur Europameisterschaft 2013, beim torlosen Unentschieden gegen die Auswahl Griechenlands. Bei der im Juli 2013 ausgetragenen Europameisterschaft in Schweden gehörte sie dem Kader der A-Nationalmannschaft an, kam als eine von drei Torhüterinnen allerdings nicht zum Turniereinsatz.

## Erfolge

### Nationalmannschaft
U-19 Europameisterschaft (1)
- 2008

### Vereine
Italienischer Pokal (1)
- 2007/08